# Halcampella maxima
Halcampella maxima is een zeeanemonensoort uit de familie Halcampoididae.
Halcampella maxima is voor het eerst wetenschappelijk beschreven door Hertwig in 1888.